# O nejchytřejší princezně
O nejchytřejší princezně je československá televizní pohádka z roku 1987 režírovaná Vladimírem Karlíkem.

## Děj
Na hradě se konají námluvy, jejichž součástí je princeznina zkouška. Princové musí uhodnout odpovědi na princezniny otázky. Princ se sovou ve znaku princeznu urazí a ona se rozhodne, že ho musí potrestat. Rozhodne se, že se naučí čarovat, aby mohla prince proměnit v mravence a zašlápnout ho. Princeznini rodiče proto pozvou na hrad slovutnou čarodějnici Okulárovou, která princeznu vezme do učení.
Čarodějnice Okulárová je teta prince se sovou ve znaku a princi všechno poví. Princ poprosí tetu, aby ho také naučila čarovat, ale ona to odmítne. Mezitím princezna zkouší v zrcadlové síni čarodějnice Okulárové čarovat, ale moc jí to nejde. Podaří se jí vykouzlit myš a sebe promění v kočku. Čarodějnice jí vrátí lidskou podobu a prozradí jí, že na princově zámku se koná ples a dvě princezny budou opět pozvány na hrad a princ si z nich vybere svoji budoucí ženu. Protože princezna je do prince zamilovaná, rozhodne se, že se proto opravdu musí naučit čarovat a proměnit prince v mravence, aby když ho nemůže mít ona, aby ho nemohla mít žádná. Čarodějnice Okulárová navrhne jiné řešení, ale princezna musí souhlasit s tím, že zapomene, že je princezna.
Princezna se jako služebná jde ucházet o práci k princovi. Princ jí dá za úkol spočítat knihy v jeho knihovně, napsat 365 pozvánek na jeho svatbu, vybrat francouzské básně a vybrat mu místo, kam by mohl jet se svojí budoucí ženou na svatební cestu. Princezna ale neumí počítat a místo francouzských básní přinese princovi slovníky. Princ se rozzlobí a princeznu pošle zpět do knihovny. Vypráví to svojí tetě Okulárové a ta mu pomůže, aby si uvědomil, že je do ní také zamilovaný. Čarodějnice Okulárová se rozhodne, že princezně pomůže, a pomáhá jí v podobě sovy. Naučí jí číst, psát, počítat a vysvětlí jí, jak funguje glóbus. Princezna pak díky tomu, že odkoukala kouzlo čarodějnice Okulárové, vstoupí do glóbusu k Sargasovému moři. Tam se potká s rybářem, který jí chce vzít, ale protože mluví francouzsky, princezna mu nerozumí. Čarodějnice Okulárová jí nabádá k návratu zpátky.
Princezna ukazuje princovi pozvánky a princ jí několik roztrhá, protože s nimi není spokojen. Prozradí princezně, že součástí námluv bude zkouška princezen. Princezna má pocit, že se mohla stát princovou ženou a začne vybírat, jaké bude mít šaty. Prostřednictvím zrcadlové síně se za ní jde podívat princ a vynadá jí. princezna se rozhodne, že z hradu odejde a že nechce už prince ani vidět, ale princ rozhodne, že princezna bude obsluhovat při zásnubní hostině.
Při zásnubní hostině princ zkouší dvě cizí princezny. Odpověď jedné z nich se mu líbí a vypadá to, že je rozhodnuto. Nejchytřejší princezna ale odpoví jinak a princ jí požádá o ruku. Vyjde najevo, že obě cizí princezny jsou princovy sestry. Čarodějnice Okulárová ještě přičaruje na zásnubní hostinu princezniny rodiče. Princezna chce vrátit pírko čarodějnici Okulárové, které ztratila, když ji učila v podobě sovy, ale čarodějnice Okulárová jí řekne, ať si ho nechá pro štěstí.

## Obsazení
| Mahulena Bočanová    | princezna                 |
| Milena Dvorská       | královna, matka princezny |
| Miloš Kopecký        | král, otec princezny      |
| Jiřina Bohdalová     | čarodějnice Okulárová     |
| Jan Čenský           | princ                     |
| Libuše Švormová      | královna, princova matka  |
| Petra Koželuhová     | princova sestra           |
| Miroslava Pleštilová | princova sestra           |
| Marie Rosůlková      | hraběnka                  |
| Nelly Gaierová       | hraběnka                  |
| Josef Patočka        | hrabě                     |
| Jana Drbohlavová     | princeznina komorná       |
| Hana Čížková         | princeznina komorná       |
| Jiří Lír             | princeznin sluha          |
| Miroslav Středa      | princeznin sluha          |
| Václav Vydra         | nejistý princ             |
| Jan Kuželka          | kuchař                    |
| Oldřich Vlach        | princův sluha             |
| Vít Pešina           | princův sluha             |
| Miroslav Walter      | rybář                     |

## Tvůrci a štáb
- Režie: Vladimír Karlík
- Scénář: Jarmila Turnovská
- Dramaturg: Kateřina Krejčí
- Hlavní kameraman: Milan Dostál
- Vedoucí výrobního štábu: Marie Helclová
- Hudba: Pavel Krejča
- Hudební režie: Josef Spitzer
- Nahrál: Studiový orchestr (řídil Mario Klemens)
- Pohybová spolupráce: Jaromír Petřík
- Architekt: Leopold Zeman
- Kostýmní výtvarník: Evženie Rážová
- Kostýmy: Emílie Jahodová, Lenka Přádová
- Zvuk: Václav Nosek, Petr Šimák
- Střih: Rudolf Vodrážka
- Střih záznamu: Jiří Friedrich, Jiří Fišer
- Kameramani: Petr Prima, František Hanák, Božek Slavík, Jan Hušek
- Masky: Petr Hovorka, Nevena Thielová
- Asistent režie: Libuše Nikermeierová
- Pomocná režie: Anna Hřídelová

## Produkční a technické údaje
- Premiéra: 20. duben 1987, I. program Československé televize (od 10:15)
- Výroba: Československá televize Praha, Hlavní redakce pořadů pro děti a mládež, © 1987
- Barva: barevný
- Jazyk: čeština
- Délka: cca 83 minut
- Formát obrazu: 4:3